# Kinshasa Symphony
Kinshasa Symphony ist ein Dokumentarfilm der Regisseure Claus Wischmann und Martin Baer aus dem Jahr 2010, der im Kongo gedreht wurde und das Orchestre Symphonique Kimbanguiste bei den Proben zu einem Konzert begleitet. Der Film fand durchgehend gute Kritiken.

## Handlung
Zum Unabhängigkeitstag der Demokratischen Republik Kongo plant ein Sinfonieorchester (Orchestre Symphonique Kimbanguiste) ein großes Freiluftkonzert in Kinshasa. Die meisten Musiker sind keine professionellen Künstler, sondern Arbeiter, Handwerker oder Händler. Mehrere tausend Zuschauer werden erwartet. Nur wenige haben Erfahrung mit klassischer Musik. Auf dem Programm stehen Beethovens Neunte, Carmina Burana, Werke von Dvořák und Verdi. Der Orchesterleiter Armand Diangienda erkennt, dass die heiklen Musikpassagen noch nicht sehr überzeugend klingen. Und der Chor kämpft mit den Tönen und der deutschen Sprache. Der Film begleitet einige Mitglieder des Orchesters auf deren Weg zum Konzert und zeigt diese bei den Proben als auch im Alltag bei deren Arbeit und zuhause. Der Film endet mit Ausschnitten des Auftritts.

## Auszeichnungen (Auswahl)
- Festival des deutschen Films 2010: Publikumspreis
- Jecheon International Music & Film Festival 2010: Grand Prize
- Rhode Island International Film Festival 2010: Grand Prize: Beste Kamera
- CMJ Film Festival 2010: Bester Dokumentarfilm
- Vancouver International Film Festival 2010: Most Popular Non Fiction Film Award
- Deutscher Filmpreis 2011: Nominierung als bester programmfüllender Dokumentarfilm
- 11. Image et Vie 2011: Bester Dokumentarfilm
- New York Festival 2011: Gold World Medal
- Bolzano Cinema 2011: Bester Dokumentarfilm und Publikumspreis
- Festival de Cine Aleman Buenos Aires: Publikumspreis
- Santa Rosa Int. Film Festival 2011: Preis für die beste künstlerische Leistung